# Xã Cannon Ball, Quận Hettinger, Bắc Dakota
Xã Cannon Ball (tiếng Anh: Cannon Ball Township) là một xã thuộc quận Hettinger, tiểu bang Bắc Dakota, Hoa Kỳ. Năm 2010, dân số của xã này là 45 người.